# タイリー・ニコルズの死
タイリー・ニコルズの死は、2023年1月7日にアメリカ合衆国テネシー州で発生した暴力事件。交通違反の取締りを通じ、タイリー・ニコルズ（Tyre Nichols）が警察官から暴行を受けて死亡した。

## 経緯
2023年1月7日、黒人男性のタイリー・ニコルズは、市内を自動車で運転中に危険運転の疑いで黒人警察官に停止を求められて下車。3日後に病院で死亡した。同年1月27日、この取り締まりの状況を記録した2本のビデオ映像が公開され、5人の警察官により執拗に暴行が加えられていたことが明らかになると警察への非難が殺到。後日、暴行を加えていた5人の警察官は第2級殺人罪で逮捕、起訴された。
警官は、メンフィスの警察当局が組織した街頭犯罪対策作戦部隊（略称スコーピオン）のメンバーであったことから、ビデオが公開された翌日に部隊は解散している。

## アメリカ政府の対応
逮捕時の暴行の様子が記録されたビデオが公表されると、ジョー・バイデン大統領は「多くの人と同様に、私も殴打事件の恐ろしい映像を見て憤慨し、深く心を痛めている」と表明。
同年2月1日に行われたタイリー・ニコルズの葬儀には、カマラ・ハリス副大統領が参列。ニコルズの母親を抱擁した後演説を行った。